# Ikarus 31
Az Ikarus 31 az Ikarus gyár távolsági és városi célokra kifejlesztett autóbusz típusa volt.

## Előzmény
A konstrukció közvetlen elődje az Ikarus 30-as típus, melynek főbb műszaki tulajdonságait és sziluettjét is megörökölte. Az Ikarus 30-ast még 1951-ben kezdték el gyártani és szintén használták városi és távolsági célokra egyaránt, azonban az előbbi feladatra szinte teljesen alkalmatlan volt. A magas vételár és előállítási költség mellett nagyon alacsony volt az álló utas befogadási képessége. Ezek motiválták az Ikarus mérnökeit, hogy kezdjék meg a 30-as típust leváltó jármű megtervezését.

## Megjelenése, konstrukciója
Az Ikarus 31-es megörökölte elődje önhordó karosszériáját, melyben csak minimális változtatások történtek. Továbbá hajtásláncát és futóműveit. Jelentős változtatás volt azonban a karosszéria szögletesebbé alakítása, amely önmagában is biztosította a beltér növelését. Azonban, hogy a jármű ne legyen túl egyhangú/kockaformájú, egy nagyon kirívó homlokfalat terveztek hozzá. Ezektől a díszítésektől megfosztva a típus szinte megkülönböztethetetlenné válik a 30-as típustól. Azonban bizonyos tulajdonságok még így is elárulják az igazságot róla, ilyenek például a megnövelt üvegfelületek vagy a körbe üvegezett hátfal.
Fontos tulajdonsága a járműnek, hogy a szélességét is megnövelték, amely lehetővé tette a 2+2-es ülés elrendezést. (Azaz azt, hogy kétszer két sorban helyezkedtek el az ülések.) Az első példányok még megörökölték a 30-as típus távvezérlésű, kétszárnyú ajtóit is, azonban ezek később a városi használatú járműveken négyszárnyú harmonika/ráncajtóra, a távolsági típusokon pedig kilincses lengőajtóra lettek cserélve. Az ajtók szélessége - mind a két változaton - előbb 800, majd 830 mm volt.
A jármű ablakok jelentős változásokon mentek át a 9 éves gyártási időszak alatt. Eleinte a teljes ablak eltolható volt, mely később 1/3-ad, azután pedig 1/4-es nyitási lehetőségre módosult. A tetőablakok csak a vevő külön kérésére, lényegében extraként kerültek beszerelésre.

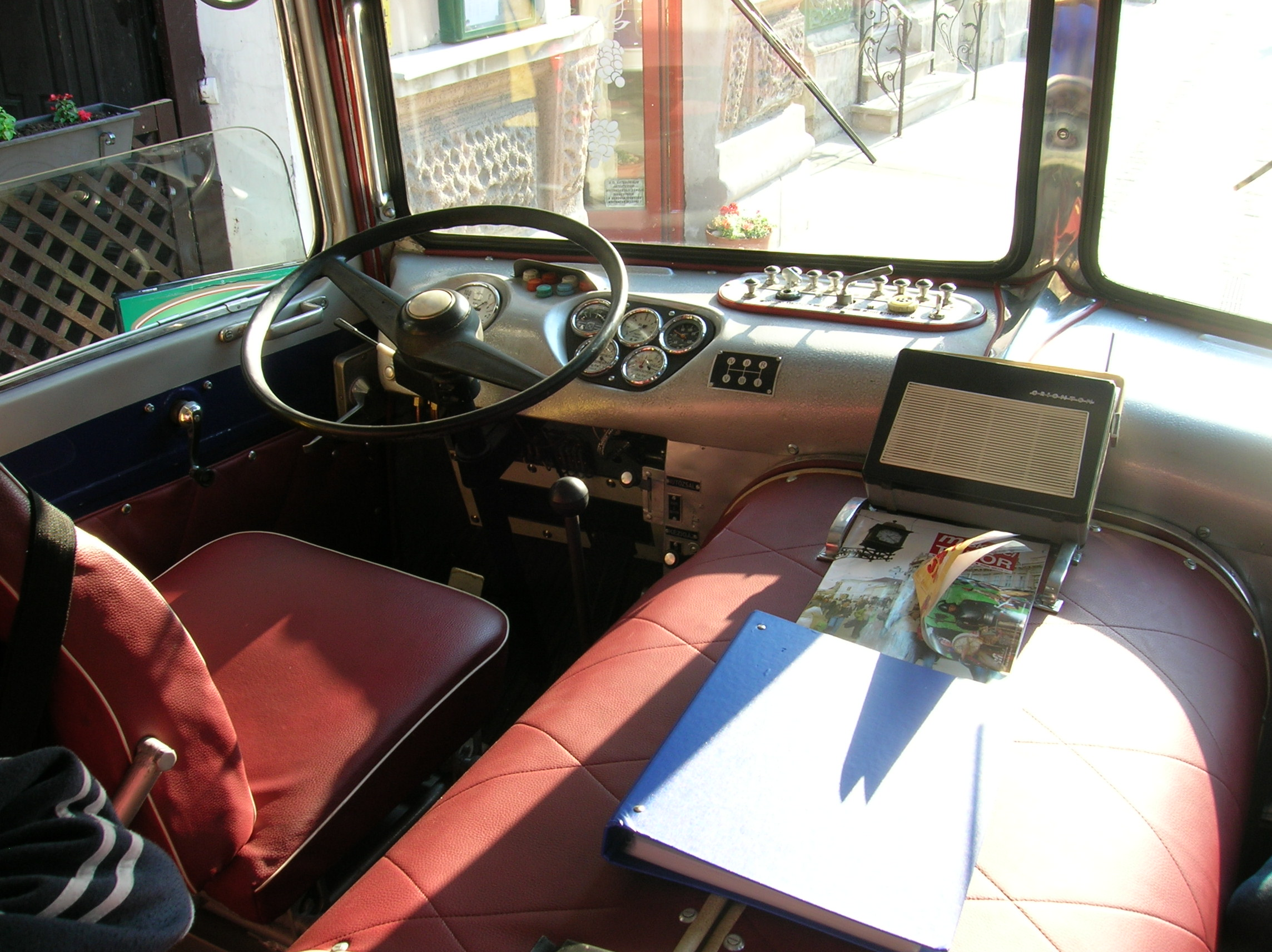
A jármű vezetőfülkéje. Jól megfigyelhető a motor helye.

A jármű meghajtásáról az orrban, elölről nézve középen, elhelyezett 85 lóerős motor gondoskodott. A kialakításnak köszönhetően könnyedén ki lehetett szerelni a kocsitestből javítási célokra, azonban a vezetőtérből viszonylag sok helyt vett el.

## Története

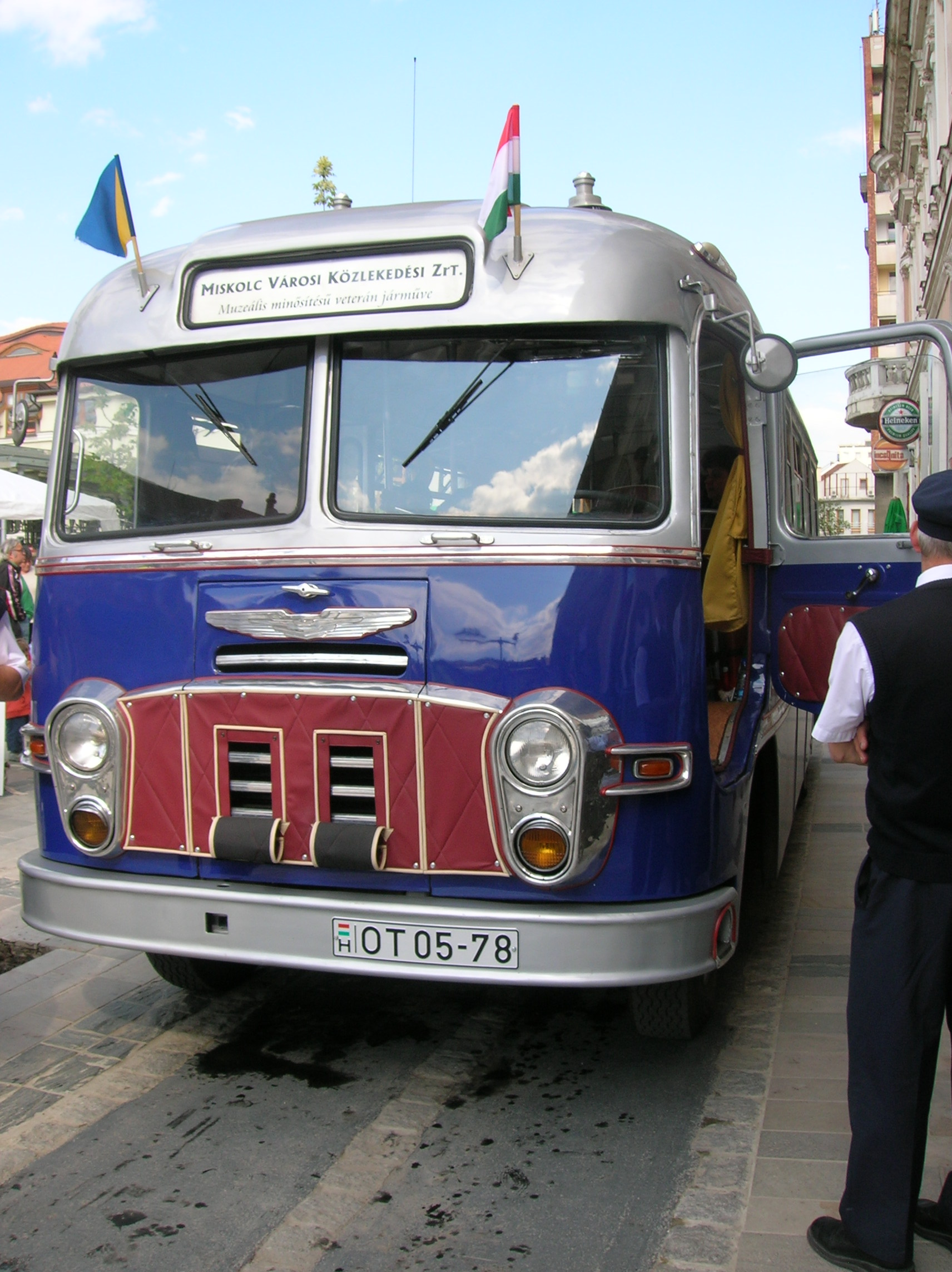
Felújított veterán jármű elölnézetből

Már 1956-ban, a próbafutások lezárultával megjelentek az első, nagy mennyiségű rendelések Egyiptomból és Kínából. A jármű idehaza is sikeresnek számított, azonban a közkedveltsége alól kivételt támaszt Budapest városa, ahol 1961-ig mindössze 22 darab példány állt forgalomba a FAÜ kötelékében és ezeket egytől-egyig selejtezték is 1963-ra. A magyar piacra végül 707 példányt szállítottak 1965-ig bezárólag, amelyek a legtöbb helyen beváltották a hozzájuk fűzött reményeket.
A típus alacsony vételára kompenzálta a vásárlókat a végsebessége és befogadóképessége okozta szűk használhatóságáért. Az Ikarus 31 rendkívül népszerű volt a kelet-német (1494 db), a jugoszláv (271 db), bolgár (261 db), a szovjet (203 db) és a kínai (195 db)  piacokon is.
A típust végül 1965-ig gyártották, mivel már 1961-től fokozatosan kezdte kiváltani a Ikarus 311-es típus.

## Modell változatok
| Altípus jelzése | Megjegyzés                                                                        |
| --------------- | --------------------------------------------------------------------------------- |
| 31.15           | Meleg égövi modell, járóközben lehajtható ülésekkel.                              |
| 31.20           | Lengőajtós távolsági modell.                                                      |
| 31.21           | Egy harmonikaajtós elővárosi modell.                                              |
| 31.22           | Két harmonikaajtós városi modell.                                                 |
| 31.5            | Meleg égövi modell, első ajtó előtt ivókúttal.                                    |
| 31.7            | Két ajtószárnyak nélküli ajtó nyílással felszerelt, egyiptomi modell.             |
| 32              | Eredetileg Burmába, majd más ázsiai országokba exportált, jobbkormányos változat. |

## Ikarus 305/306
Az Ikarus 31 két altípusa, melyeket néha összevonva csak Ikarus 31 „L”-nek hívnak, utalva arra, hogy ezek nagyobbak az alapmodellnél. Rövid történetük 1958-ban kezdődik, amikor is a Csepel Művek előrukkolt az új, 95 lóerős motorjával, a D-414-gyel. Ezt követően az Ikarus mérnökei úgy döntöttek, hogy megnövelik a 31-es típus dimenzióit mind a három irányba, illetve valamelyest megváltoztatják a formatervet is. Az így elkészült prototípus az Ikarus 305 nevet kapta és ismeretlen idejű leselejtezéséig az országban teljesített szolgálatot. A típus sorozatban gyártott változatából, az Ikarus 306-ból pedig 46 db-ot exportáltak az Egyiptomi Arab Köztársaság részére.